# Burnsville (Virgínia de l'Oest)
Burnsville és una població dels Estats Units a l'estat de Virgínia de l'Oest. Segons el cens del 2000 tenia 481 habitants.

## Demografia
Segons el cens del 2000, Burnsville tenia 481 habitants, 208 habitatges, i 133 famílies. La densitat de població era de 172 habitants per km².
Dels 208 habitatges en un 26,4% hi vivien nens de menys de 18 anys, en un 51,9% hi vivien parelles casades, en un 9,6% dones solteres, i en un 35,6% no eren unitats familiars. En el 30,8% dels habitatges hi vivien persones soles el 19,2% de les quals corresponia a persones de 65 anys o més que vivien soles. El nombre mitjà de persones vivint en cada habitatge era de 2,31 i el nombre mitjà de persones que vivien en cada família era de 2,92.
Per edats la població es repartia de la següent manera: un 22,9% tenia menys de 18 anys, un 5,4% entre 18 i 24, un 27,4% entre 25 i 44, un 20,4% de 45 a 60 i un 23,9% 65 anys o més.
L'edat mediana era de 42 anys. Per cada 100 dones de 18 o més anys hi havia 89,3 homes.
La renda mediana per habitatge era de 24.167 $ i la renda mediana per família de 30.962 $. Els homes tenien una renda mediana de 31.250 $ mentre que les dones 24.500 $. La renda per capita de la població era de 13.635 $. Entorn del 14,5% de les famílies i el 17,5% de la població estaven per davall del llindar de pobresa.

## Poblacions més properes
El següent diagrama mostra les poblacions més properes.